# WHH 17

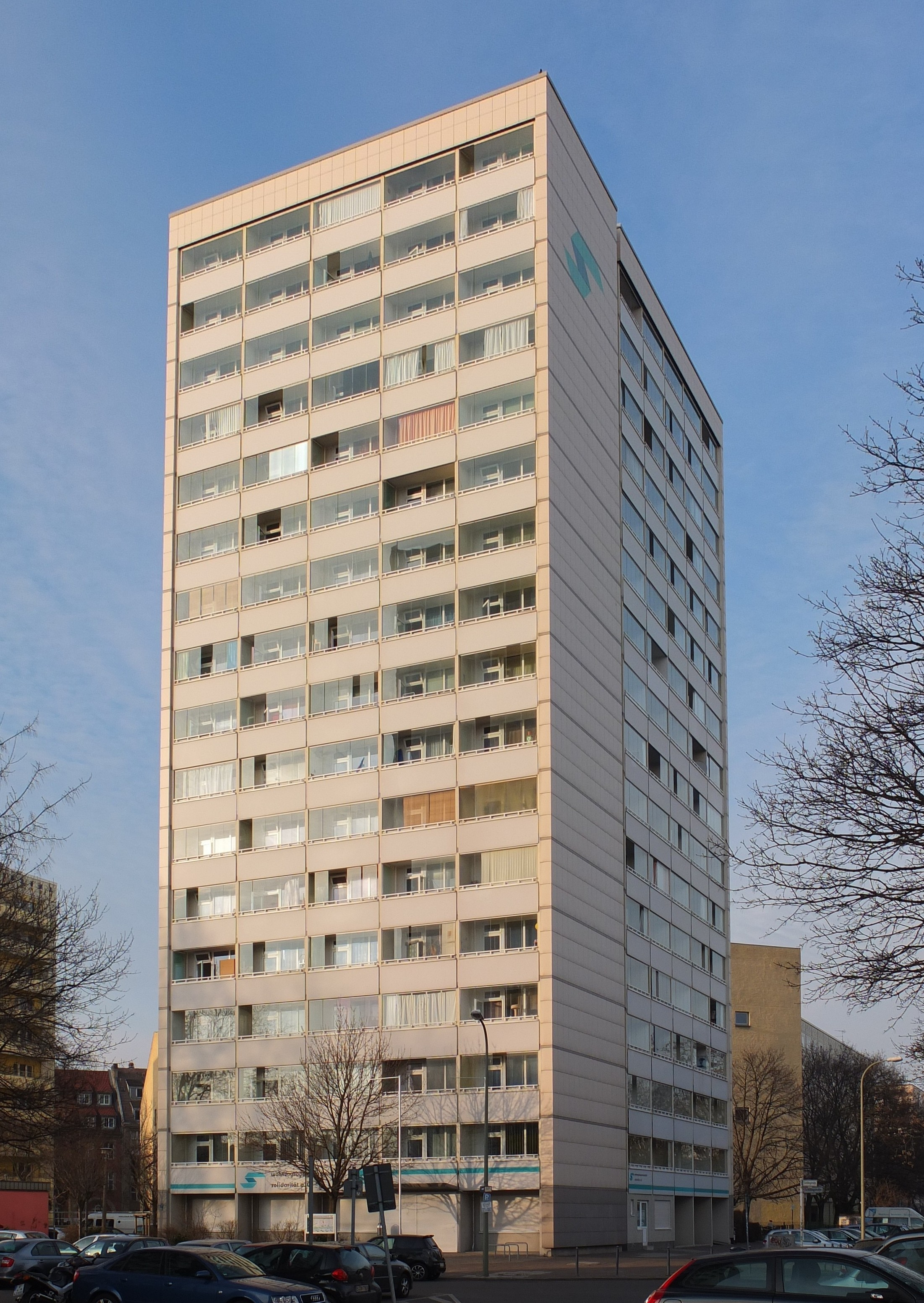
Hochhaus Schillingstr. 30 (2014)

Wohnhochhaus WHH 17 ist der Typ eines standardisierten Wohnhochhauses, das im Ergebnis des 1963 durchgeführten Wettbewerbs Typenprojekte für den Wohnungsbau im VEB Berlin Projekt durch ein Architektenkollektiv unter Leitung von Josef Kaiser entwickelt wurde.

## Bauwerksbeschreibung

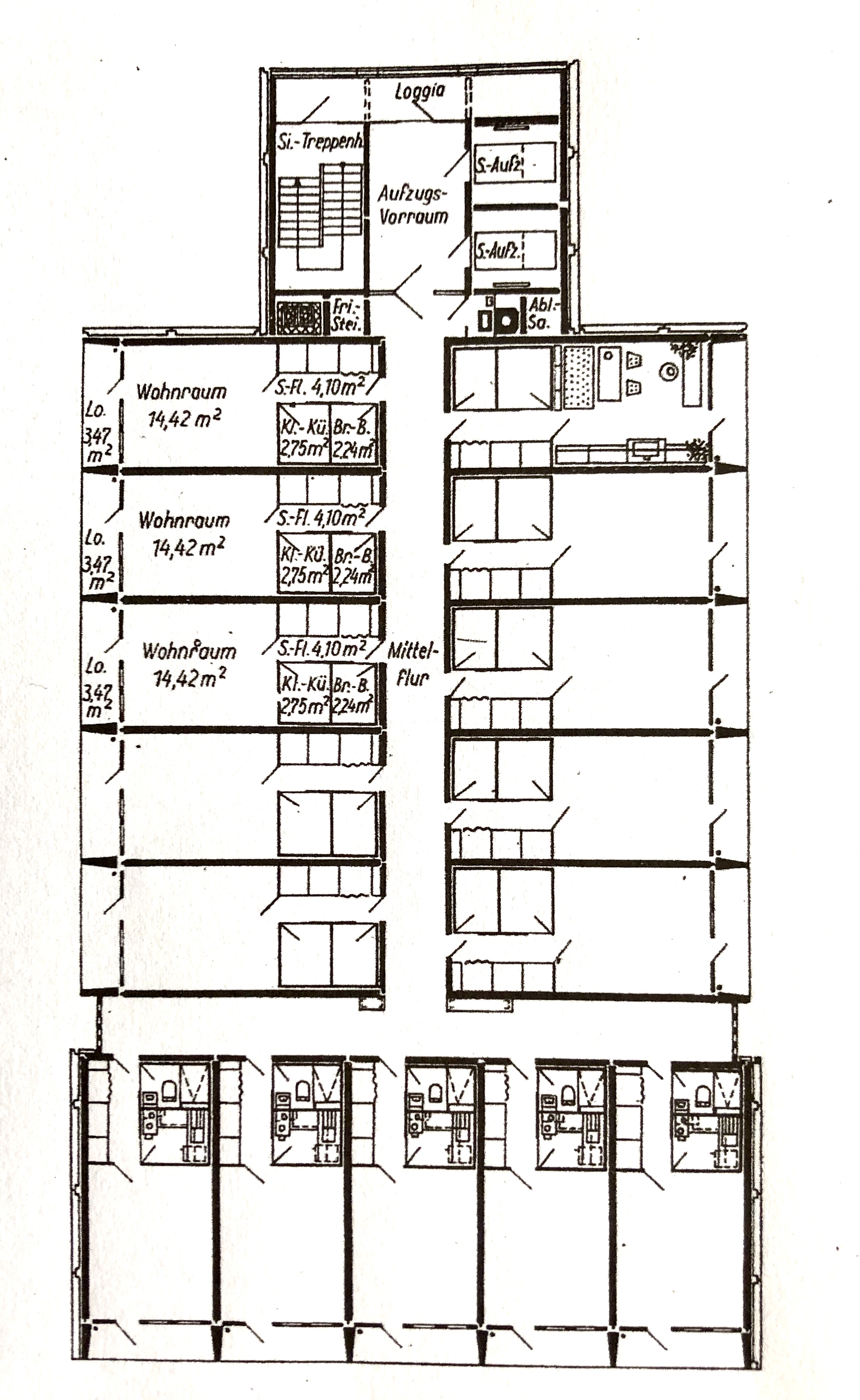
Grundriss Wohngeschoss WHH 17

Auf einer 1,10 m dicken Stahlbetonplatte als Fundament erhebt sich das ebenfalls monolithisch hergestellte Kellergeschoss, welches in Terrainhöhe endet. Das in Plattenbauweise mit einer maximalen Laststufe von 5 t konzipierte Gebäude besitzt einen T-förmigen Mittelflur, um den sich je fünf Einzimmerwohnungen gruppieren.
Keller- und Erdgeschoss sind ausschließlich für die Haustechnik mit eigener Trafostation und Notstromaggregat (Diesel) vorgesehen. Der vorgesetzte Treppenhauskörper besitzt einen geschoßhohen Dachaufbau zur Aufnahme der Abluftzentrale und des Aufzugsmaschinenraums, der das übrige Gebäude um ein Geschoss überragt.
Über dem Erdgeschoss erheben sich 16 Wohngeschosse mit je 15 Wohnungseinheiten für 240 komfortable Einzimmerwohnungen. Für Küche und Bad kamen vollständig vorgefertigte Raumzellen mit einer Laststufe von 3,6 t zum Einsatz. Das Gebäude verfügt über zwei programmgesteuerte Schnellaufzüge vom Typ P 103.

## Einsatzorte (Standorte)
Das standardisierte WHH 17 kam ab 1964 als Kontrast zu der meist 10/11-geschossigen Bebauung mit Bauten der WBS 70 als städtebauliche Dominante zum Einsatz. Noch aktuelle Standorte sind:
- Berlin-Friedrichsfelde: Baikalstraße 21, Rummelsburger Straße 37, Volkradstraße 8
- Berlin-Friedrichshain: Singerstraße 83
- Berlin-Mitte: Schillingstraße 30

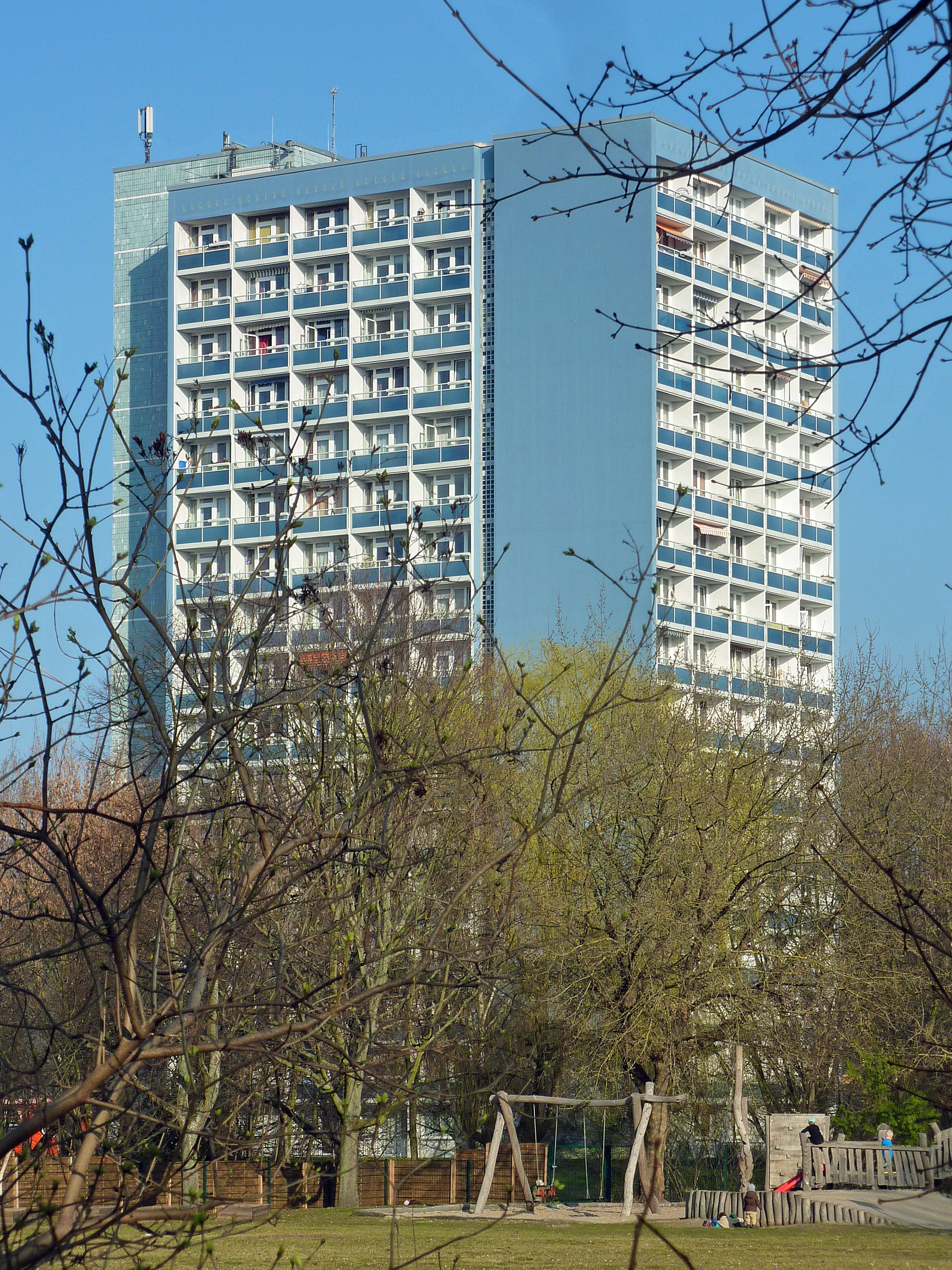
WHH 17 Baikalstr. 21
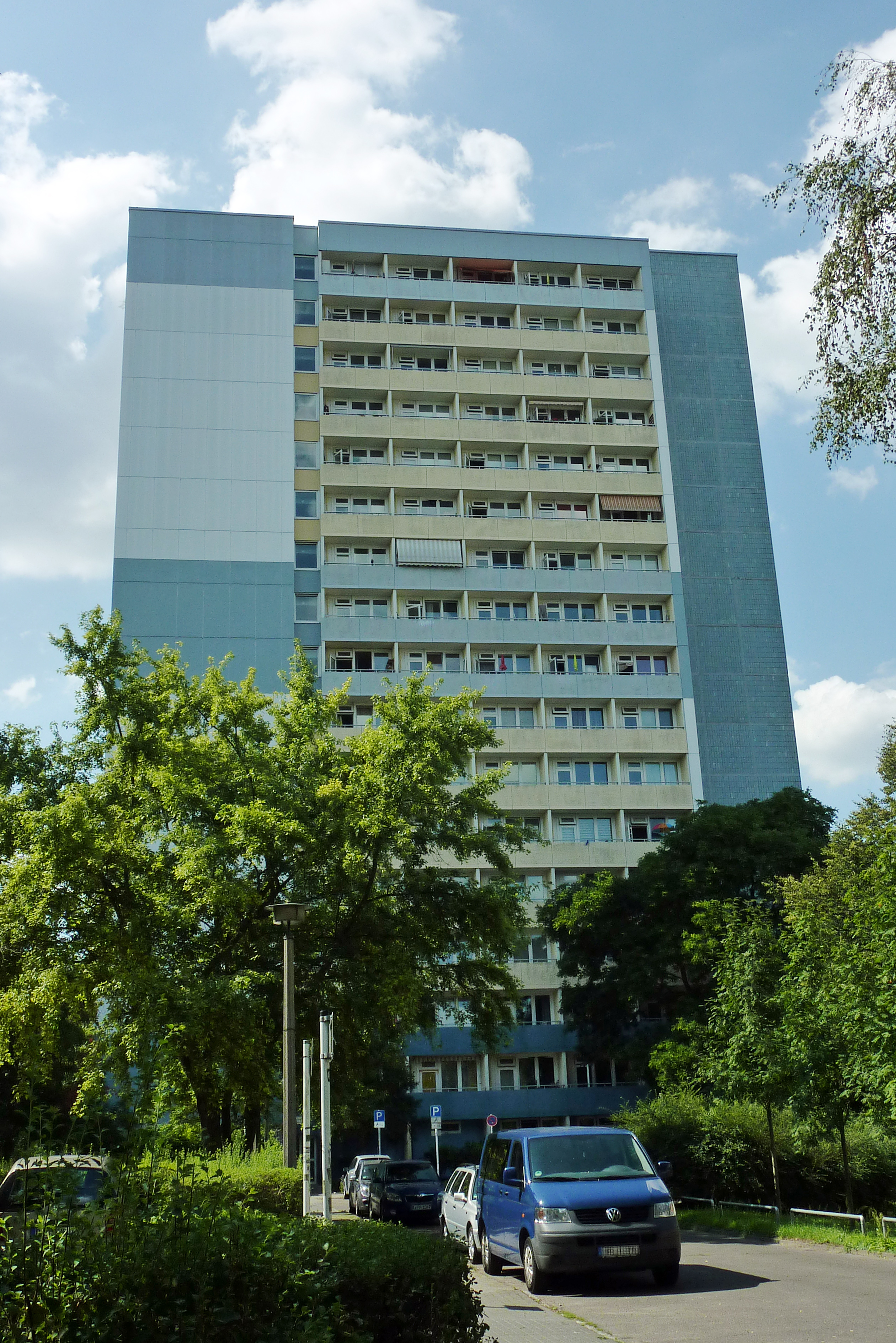
Rummelsburger Str. 37
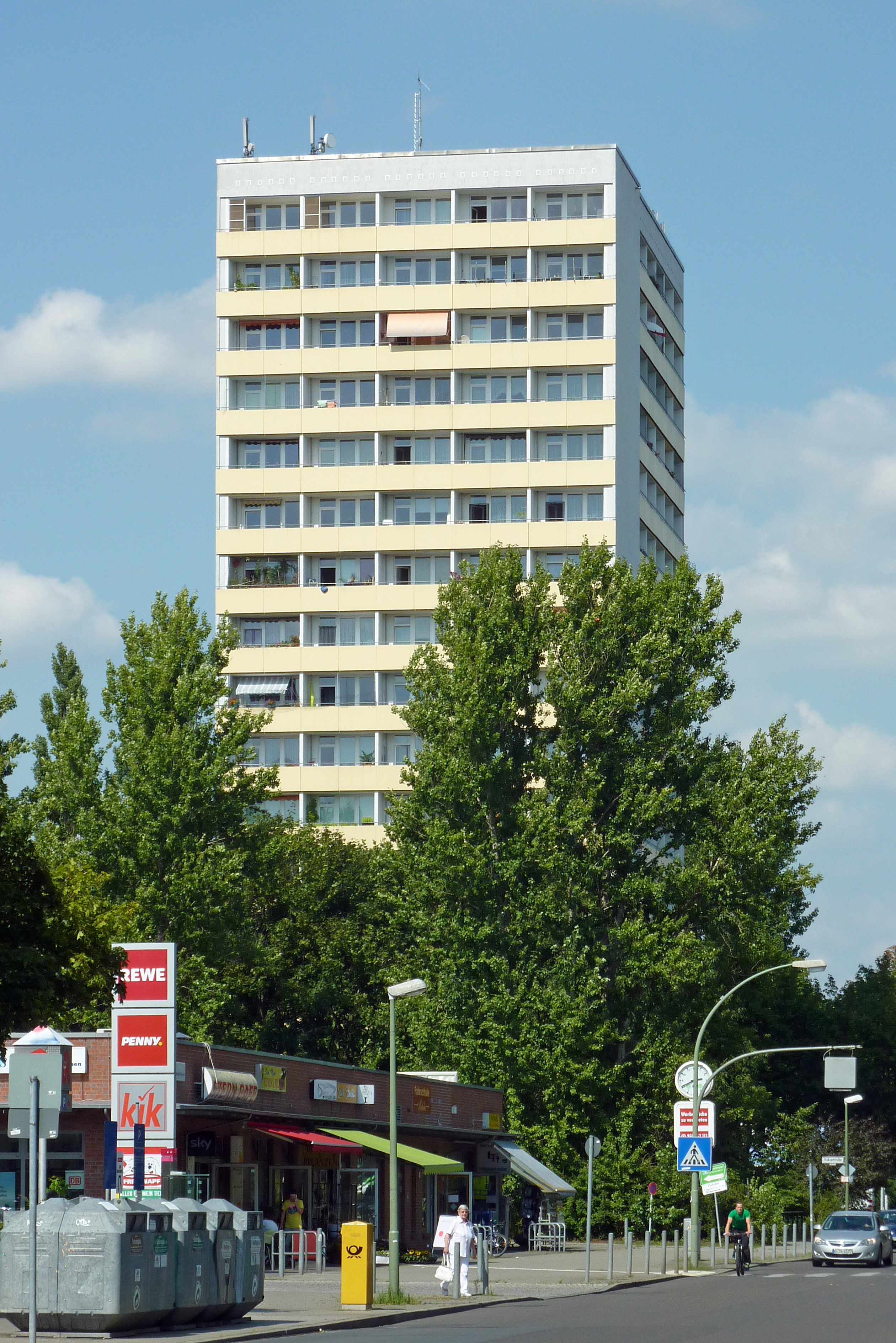
WHH 17 Volkradstr. 8

Siehe auch: Liste der Hochhäuser in Berlin lfd. Nr. 171

## Technische Daten
- Gebäudehöhe: 52,00 m
- Gebäudetiefe: 18,83 m
- Grundprinzip: Großplattenbauweise (Maximale Laststufe 5 t)
- Querwandsystem: Grundraster 3,60 × 7,20 m
- Gründungsart: monolithische Stahlbetonplatte
- Deckenplatten: Spannweite 3,6 m, Dicke 15 cm, schlaff bewehrt B 300
- Wanddicken: tragende Wände 150 mm, Querwände 190 mm, Glasbetonelemente 85 mm,
- Wärmedämmung Außenwand: Leichtbetonelemente 320 mm

## Sonstiges
Der Entwurf von Kaiser wurde 1964 für Dresden übernommen und musste zunächst den technischen Möglichkeiten des Dresdner Plattenwerkes angepasst werden, was u. a. zur Veränderung der Grundrisse führte. Die ersten vier Bauten dieses Typs wurden ab 1965 im Baugebiet Prager Straße errichtet, zwei weitere entstanden wenig später zwischen Wiener Straße und Parkstraße. Für die von 1968 bis 1970 an der Südseite der Grunaer Straße errichteten Wohnhochhäuser musste wegen des Überangebotes an Einzimmerwohnungen in der Stadt der Entwurf nochmals überarbeitet werden.

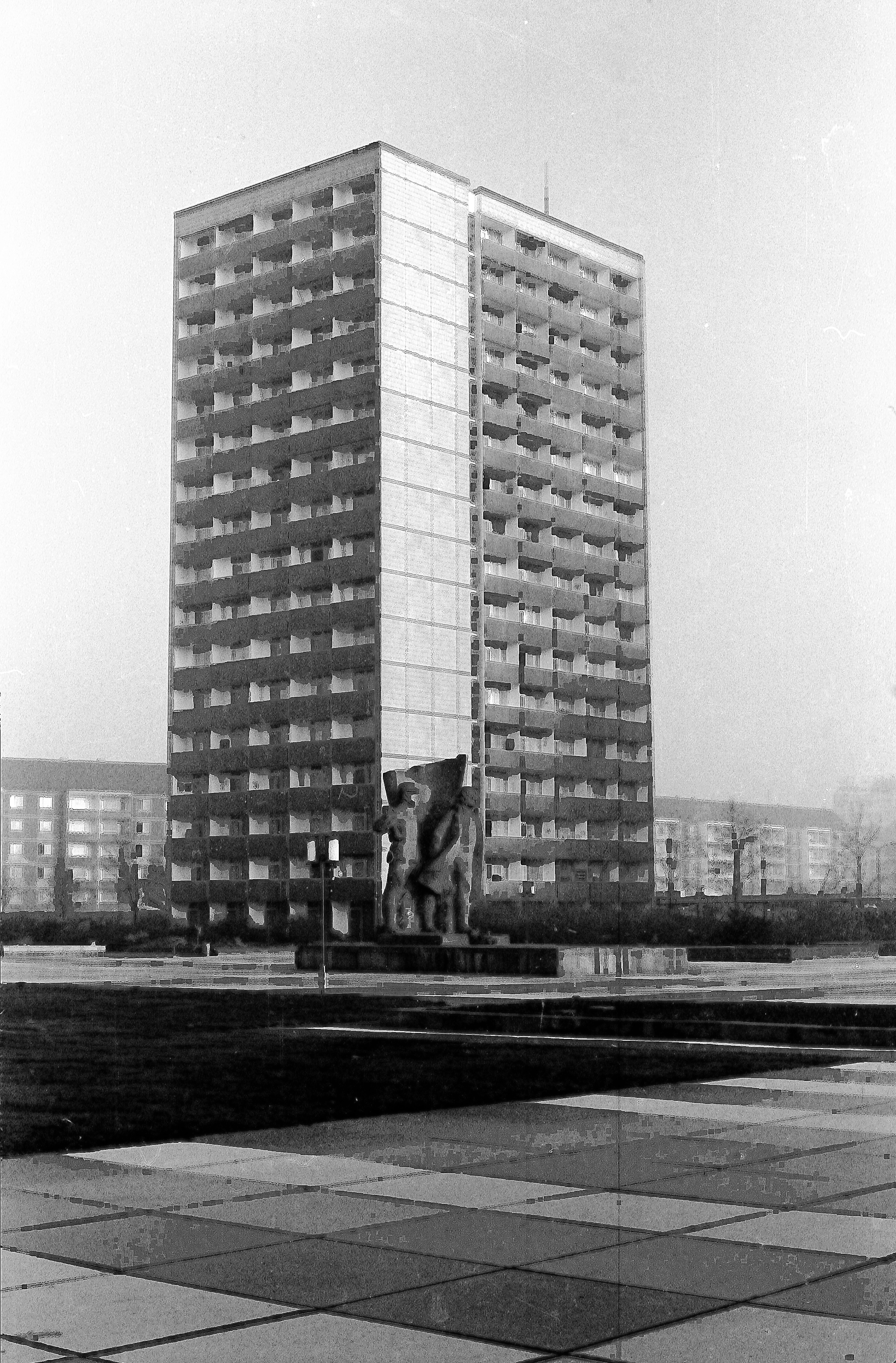
WHH 17 Wiener Platz
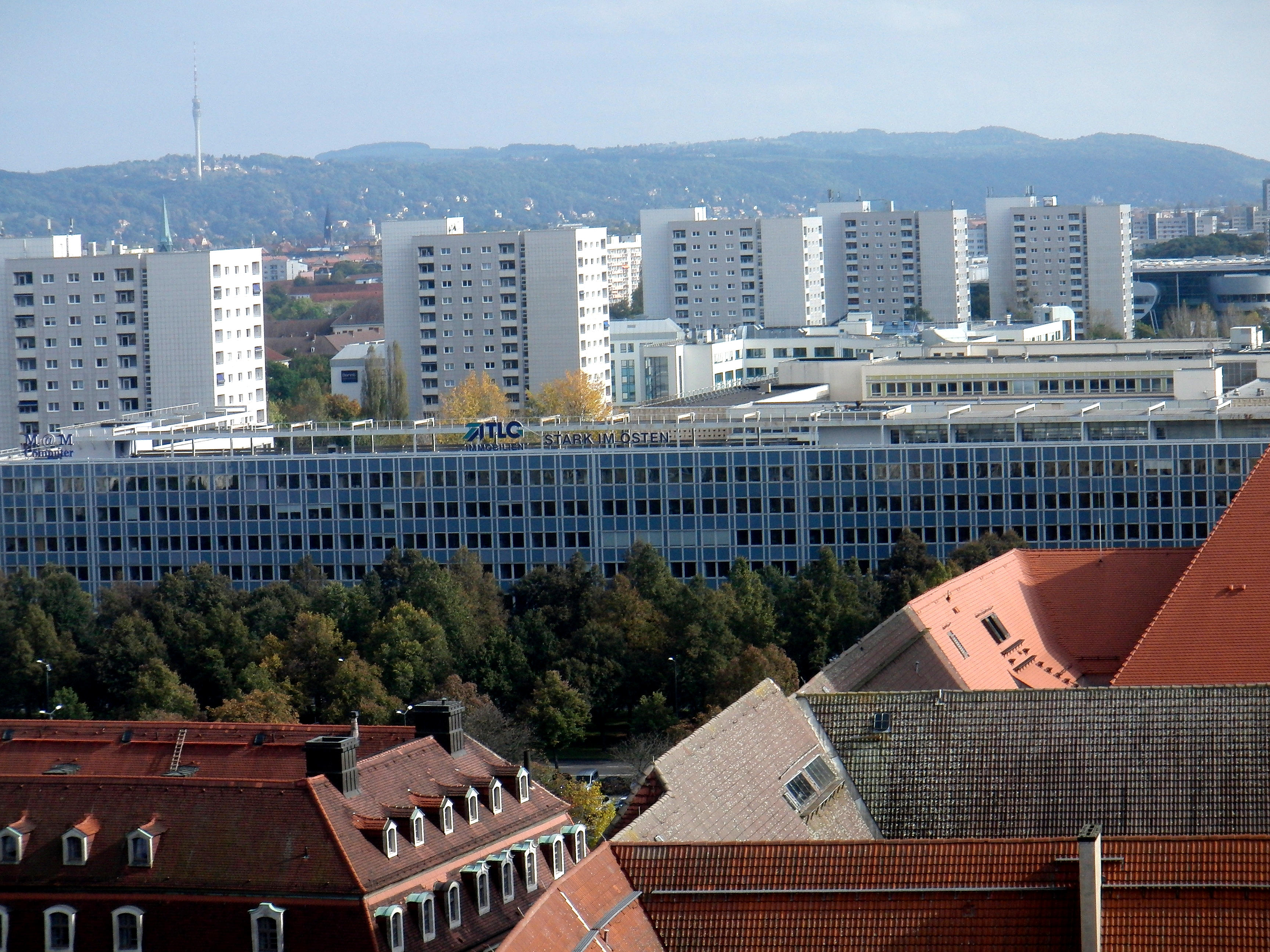
WHH 17 Grunaer Str.
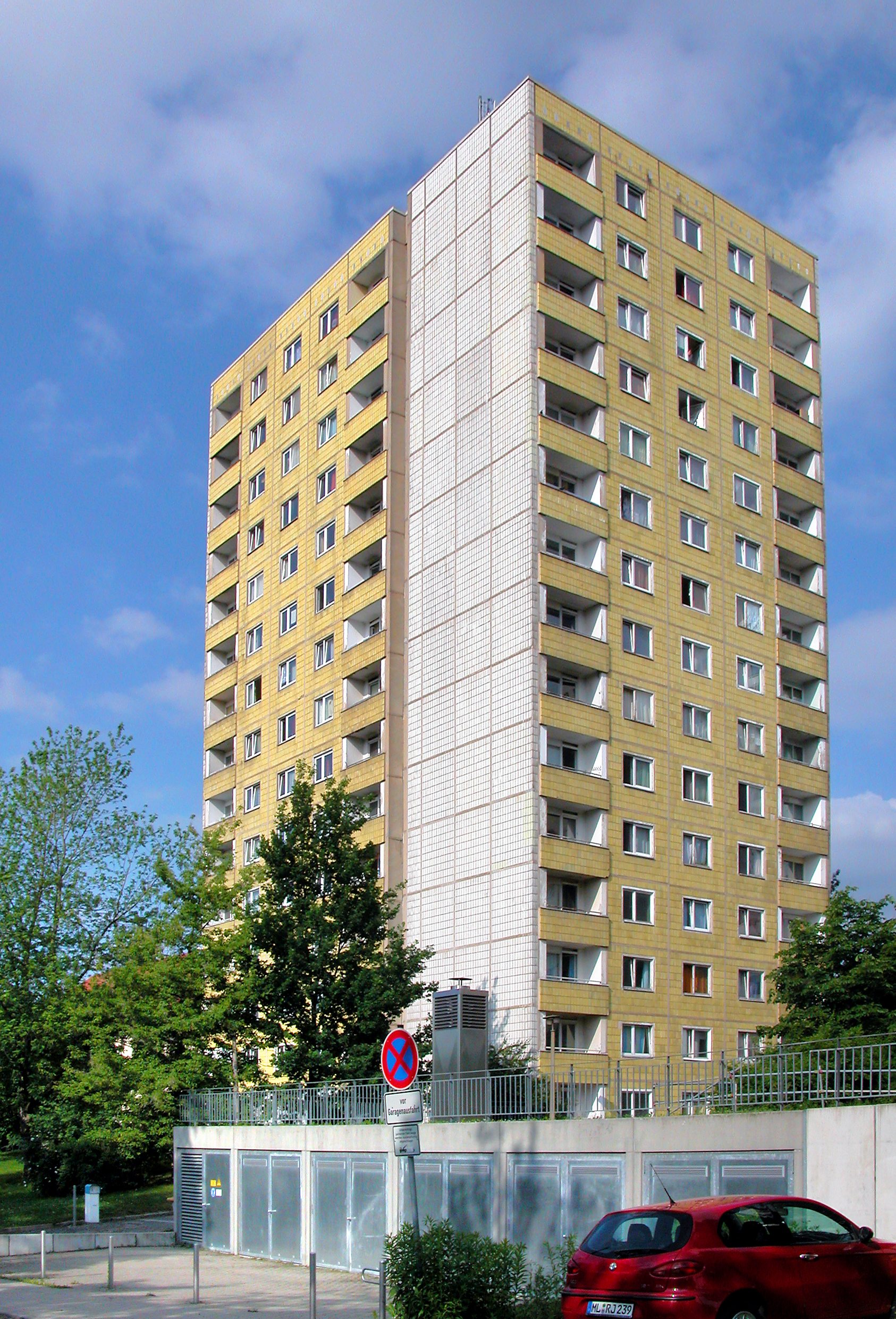
WHH 17 Wundtstr.
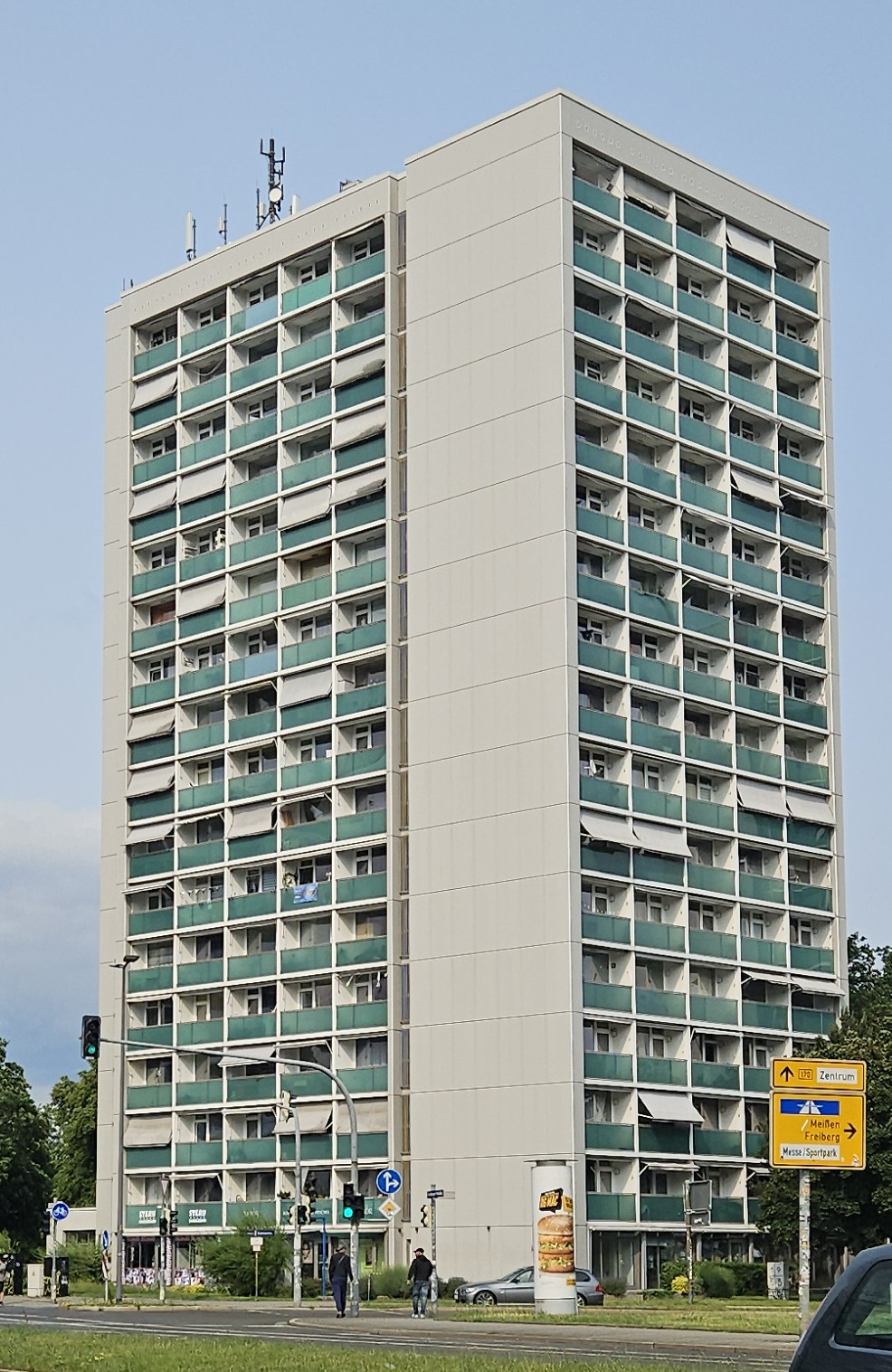
WHH 17 Mosczinskystr.